# Gustavo Salgueiro de Almeida Correia
Gustavo Salgueiro de Almeida Correia (født 7. juli 1985) er en tidligere brasiliansk fodboldspiller.